# Daniel Whittle Harvey
Daniel Whittle Harvey (10 janvier 1786 - 24 février 1863) est un homme politique anglais radical qui fond le journal The Sunday Times et est le premier commissaire de la police de la ville de Londres.

## Biographie
Harvey suit une formation d'avocat et devient membre de l'Inner Temple en 1818, mais se voit refuser à deux reprises l'admission au barreau. Il se présente pour la première fois au Parlement en 1812 en tant que candidat radical pour Colchester, et est battu, mais est élu pour le même arrondissement en 1818. Aux élections de 1820, il est invalidé, mais il est réélu en 1826 et pour plusieurs élections par la suite. Il représente également Southwark par la suite. Il est un orateur doué et adopte une ligne radicale modérée, préconisant une réforme limitée à la fois du Parlement et de l'Église, et est parfois en désaccord avec le gouvernement Whig. En 1839, il est l'un des députés qui prennent part à la conférence avec la London Working Men's Association de William Lovett, d'où sortirent les chartistes.
En 1821, Harvey fonde un journal du dimanche, The New Observer, qui l'année suivante adopte son titre actuel, The Sunday Times. À une occasion, il est emprisonné lorsque le journal a diffamé le roi George IV.
En 1839, il est nommé Registrar of the Metropolitan Public Carriages, devenant le régulateur en chef du commerce des taxis à Londres. Plus tard la même année, la police de la ville de Londres est réorganisée et Harvey renonce à son siège au Parlement pour devenir son premier commissaire ; il conserve le poste jusqu'en 1863.